# Parkiora
Parkiora (Aegithina tiphia) är en vanlig och vida spridd asiatisk fågel i familjen ioror inom ordningen tättingar.

## Utseende och läte
Ioror är färgglada små tättingar som kan liknas med miniatyrgyllingar. Parkioran är 12,5–13,5 cm lång, tecknad i svart, gult och grönt. Hane i häckningsdräkt är svart ovan med vita vingband och bjärt gul. Hona och hane utanför häckningstid är mer gröngul, medan vingarna fortfarande är svarta med vita vingband. Mängden vitt i vingbanden varierar och hos vissa bestånd behåller hanen dräkten utanför häckningstid året om. Fågeln är rätt ljudlig och kan producera en mängd olika läten. Det vanligaste är en vissling som i engelsk litteratur återges som "twiii tuiii twiiii". Vidare hörs varierande tjatter och "tjirrande". Sången består av ett drillande "wheeeee-tee".

## Utbredning och systematik
Parkiora har en mycket vid utbredning i södra och sydöstra Asien, från Indien och Sri Lanka till Vietnam, filippinska ön Palawan och Bali i Indonesien. Den delas in i elva underarter med följande utbredning:
- Aegithina tiphia multicolor – södra Indien och Sri Lanka
- Aegithina tiphia deignani – Indiska subkontinenten och i norra och centrala Myanmar
- Aegithina tiphia humei – centrala Indien (söder om Ganges)
- Aegithina tiphia tiphia – nordöstra Indien (Kumaon till Bengalen och Assam)
- Aegithina tiphia septentrionalis – Pakistan och nordvästra Indien (Punjab)
- Aegithina tiphia philipi – sydvästra Kina till centrala Myanmar, i norra Thailand, Laos och norra Vietnam
- Aegithina tiphia cambodiana – Kambodja, sydöstra Thailand och södra Vietnam
- Aegithina tiphia horizoptera – södra Myanmar till Thailand, Malackahalvön, Sumatra och näraliggande öar
- Aegithina tiphia scapularis – Java och Bali
- Aegithina tiphia viridis – södra Borneo
- Aegithina tiphia aequanimis – norra Borneo, nordliga angränsande öar och Palawan

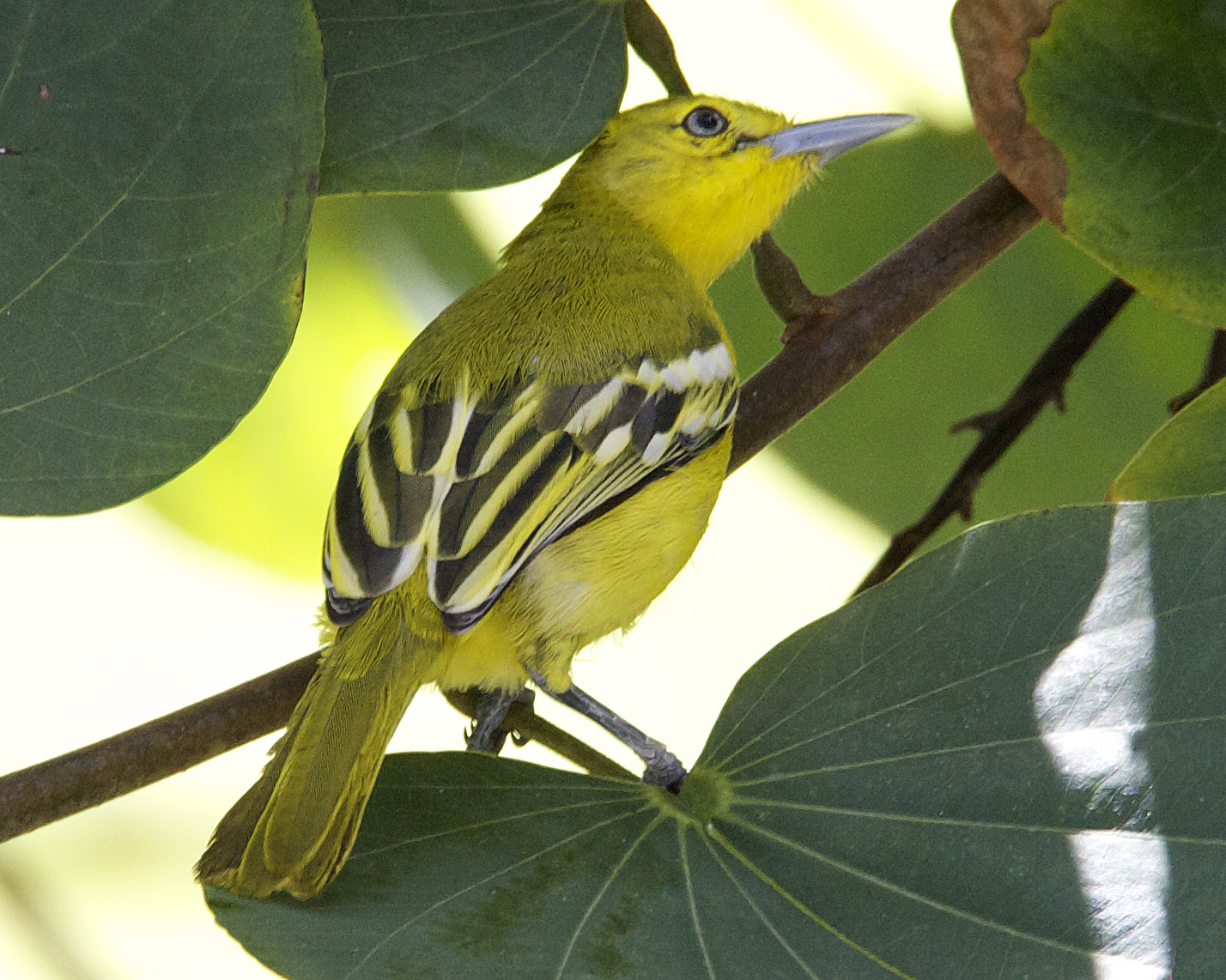
Parkiora av underarten scapularis på Bali.

## Levnadssätt
Ioror är vanliga insektsätande fåglar i asiatiska skogar, jordbruksmarker och trädgårdar. Där ses de hoppa runt i lövverket, ofta födosökande längst ut på grenarna hängande upp-och-ner som en mes. Hanen har en spektakulär spelflykt, med först en brant klättring och sedan fallande ned, varpå fjäderdräkten puffas ut så att den ser ut som en gul boll.

### Häckning
Parkioran häckar mellan december–januari och september på Indiska halvön, i andra områden mer kopplat till monsunregn. Den bygger sitt bo en till tio meter upp i ett träd. Det skålformade boet med branta kanter placeras i en trädklyka eller direkt på barken på en gren. Det kamoufleras väl med spindelväv så att det är svårt att skilja från en lavtäckt knöl på grenen. Däri lägger den vanligen två ägg, i Indien oftast tre. Första ägget ruvas av båda könen, nattetid endast av honan medan hanen tar mer ansvar under dagen. Äggen ruvas i 14 dagar. Efter kläckning matas ungarna av båda könen. Arten boparasiteras frekvent av bandad buskgök i större delen av utbredningsområdet.

## Status och hot
Artens population har inte uppskattats och dess populationstrend är okänd, men utbredningsområdet är relativt stort. Internationella naturvårdsunionen IUCN anser inte att den är hotad och placerar den därför i kategorin livskraftig.